# كورنيليوس غالاغير (جزار)
كورنيليوس غالاغير هو جزار كندي، ولد في 31 ديسمبر 1854 في سانت جون في كندا، وتوفي في 27 أكتوبر 1932 في إدمونتون في كندا.